# Ioana Bassarab
Ioana Bassarab, cunoscută și ca Ioana Bassarab-Starostescu (n. 1907 – d. 1967) a fost o pictoriță, sculptoriță, gravoare și creatoare de păpuși română, considerată una dintre fondatoarele teatrului modern de păpuși din România. Stilul său influențat de cubism, Art Deco și de principiile Școlii Bauhaus, a contribuit la scenografia românească modernă și în artele vizuale.

## Biografie
Născută într-o familie de artiști, Ioana Bassarab era fiica Mariei (născută Bonachi) și a pictorului și gravorului Ludovic Bassarab, cunoscut și pentru realizarea unor timbre românești. Fratele ei, sculptorul Mircea Bassarab, a lucrat o mare parte a vieții sale în Franța. Pe linie paternă, familia Bassarab își are originile în rândul aristocrației moldovenești din Hotin și al ofițerilor finlandezi care au servit în armata țaristă rusă. A fost căsătorită cu Nicolae Starostescu, ofițer în marina comercială.

## Carieră
După ce a studiat sculptura la Paris, Ioana Bassarab s-a întors în România, unde și-a extins activitatea artistică în diverse domenii – de la sculptură și desen la arte decorative, scenografie și chiar proiectarea de timbre. A expus în numeroase expoziții, inclusiv la Salon d'Automne din Paris în 1923 și 1929, iar lucrările sale au fost premiate la Expoziția Națională din București în 1929.
Între 1929 și 1930, Bassarab a creat păpuși și decoruri pentru teatrul lui Theodor Nastasi, adaptând două piese: Motanul încălțat a dramaturgului german Franz von Pocci și Ion Păpușarul de Vasile Alecsandri. Designul său inovator a adus modernismul în teatrul de păpuși românesc, demonstrând abilitatea ei de a combina elemente tradiționale cu stiluri de avangardă.
În afara teatrului, Bassarab a contribuit și în domeniul gravurii de medalii și monede.
În 1938 a lucrat aversul medaliei Campionatele naționale de atletism, iar în 1940 medalia Eminescu, cu ocazia aniversării a 90 de ani de la nașterea acestuia.

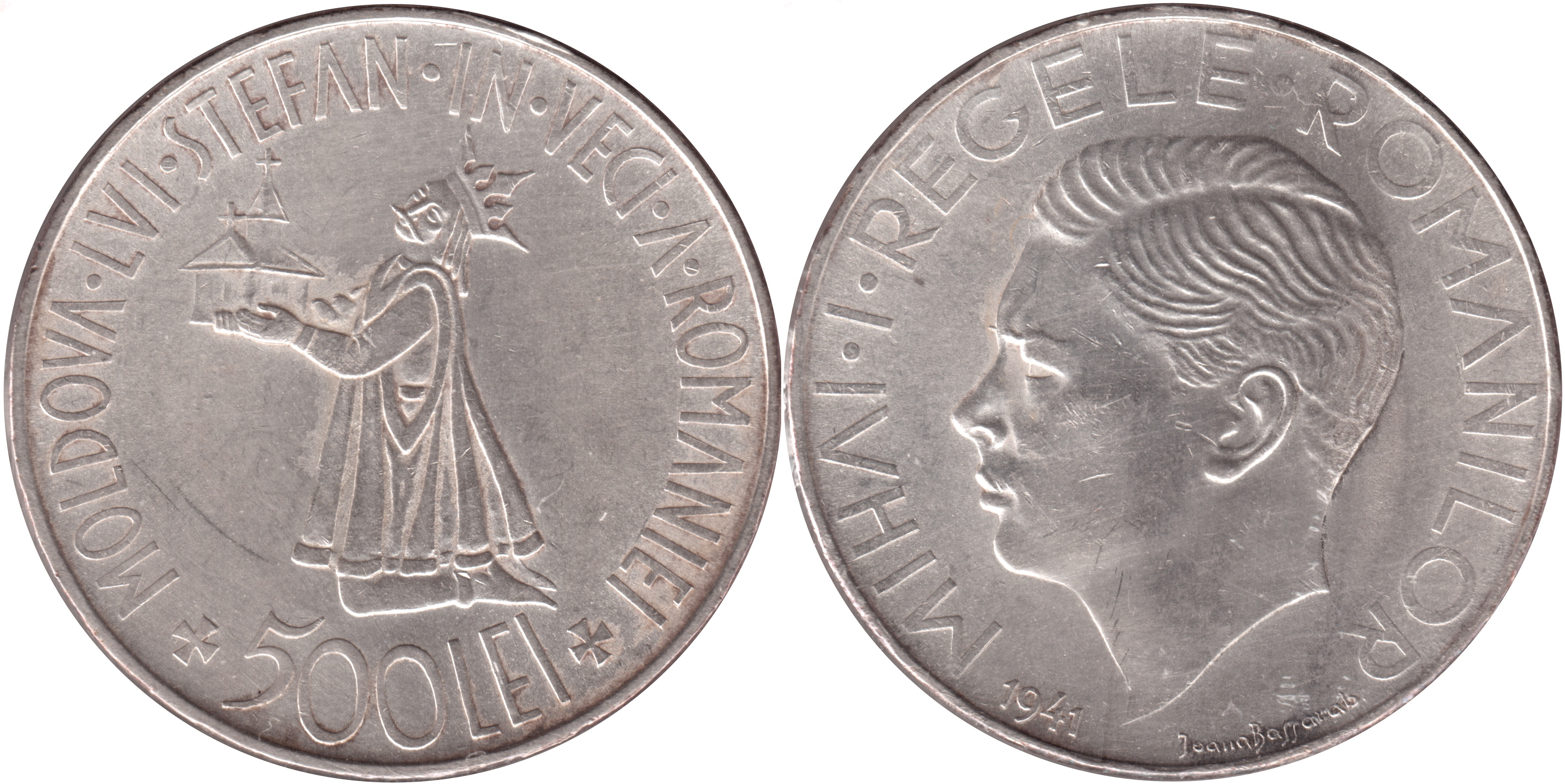
Moneda de 500 de lei din 1941

Dupa ce România a recuperat Basarabia și Nordul Bucovinei prin Operațiunea München, în 1941, Ioana Bassarab a realizat designul monedei comemorative de 500 de lei din argint, emisă pentru a amrca acest eveniment.

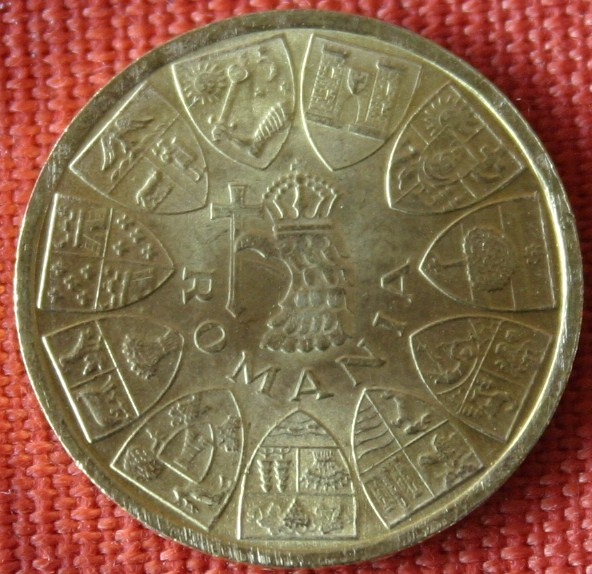
Reversul medaliei jubiliare Ardealul Nostru

În 1944, după eliberarea Transilvaniei de nord, a realizat reversul medaliei jubiliare „Ardealul nostru” în 1944, în colaborare cu gravorul Ștefan Iordan, apoi, în 1946, aversul unui proiect monetar pentru moneda de 25000 de lei.
Între 1936 și 1947, Ioana Bassarab a fost membră asociată a societății Tinerimea Artistică, care promova tinerii artiști români.

După instaurarea regimului comunist în România, Bassarab a refuzat orice colaborare cu noua conducere, fapt ce a dus la marginalizarea sa din sfera publică. În lipsa unor mijloace de subzistență, a recurs la diverse metode pentru a supraviețui. O mărturie a acestei perioade arată că Bassarab mergea periodic la Institutul Pasteur din București, unde era folosită în cadrul unui experiment biologic: i se atașau plase pe pulpe pentru a hrăni puricii din crescătoria institutului, utilizați în scopuri științifice.

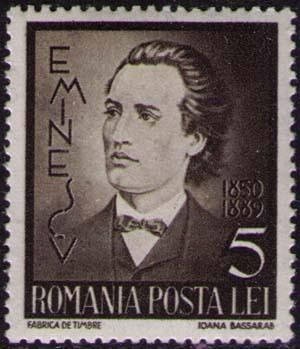
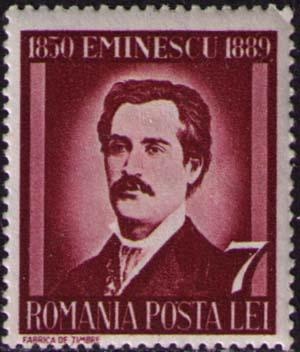
Timbre de Ioana Bassarab
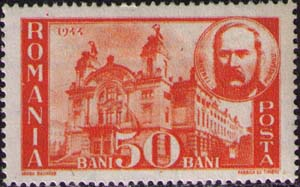